# Calanchi di Piana
I Calanchi di Piana (in francese Les calanche de Piana, in corso calanche di Piana) sono una bizzarra formazione geologica che si trova in Corsica, a sud della cittadina di Porto, nel comune di Piana. Le rocce di granito rosso si elevano per circa 400 metri sul livello del mare direttamente sulla costa dell'isola.
La stretta strada che collega i paesi di Porto e Piana corre attraverso queste formazioni rocciose e da essa si dipartono numerosi sentieri che permettono di raggiungere splendidi punti panoramici.
Nel 1983 i calanchi di Piana furono inseriti nell'elenco dei Patrimoni dell'umanità dell'UNESCO, insieme ai vicini Golfo di Porto, Golfo di  Girolata e Riserva naturale di Scandola.

## Geologia
I Calanchi di Piana sono una formazione geologica di rocce plutoniche che fa parte del cosiddetto gruppo delle "Corsica cristalline" con rocce magmatiche, ad ovest della linea che parte da Calvi e si unisce a Solenzara. La traduzione di calanche in calanques è infelice perché non c'è analogia tra il rilievo di Piana e quello dei calanchi di Marsiglia.)
La particolarità delle Calanche sono i cosiddetti Tafoni, forme tipiche delle rocce esposte agli agenti atmosferici. Le forme bizzarre stimolano l'immaginazione. I nomi noti per le singole formazioni sono:
- la "Testa di cane" (La Tête du chien), proprio accanto alla strada,
- la "Tartaruga" (La Tortue) e l'"Aquila" (L'Aigle),
- la "Confessione" (La Confession),
- il "Vescovo" (L'Évêque),
- la "Testa di Poincaré" (La Tête de Poincaré),
- la "Testa indiana" (La Tête d'Indien),
- il "Cuore" (Le Cœur).

Nei Calanchi di Piana non c'è accesso pedonale al mare. Il 25 novembre 2021 un masso di 150 tonnellate è caduto dalla scogliera e ha incrinato una strada, la frana non ha causato vittime, ma non è stato escluso il rischio di un'altra caduta massi.

## Geografia

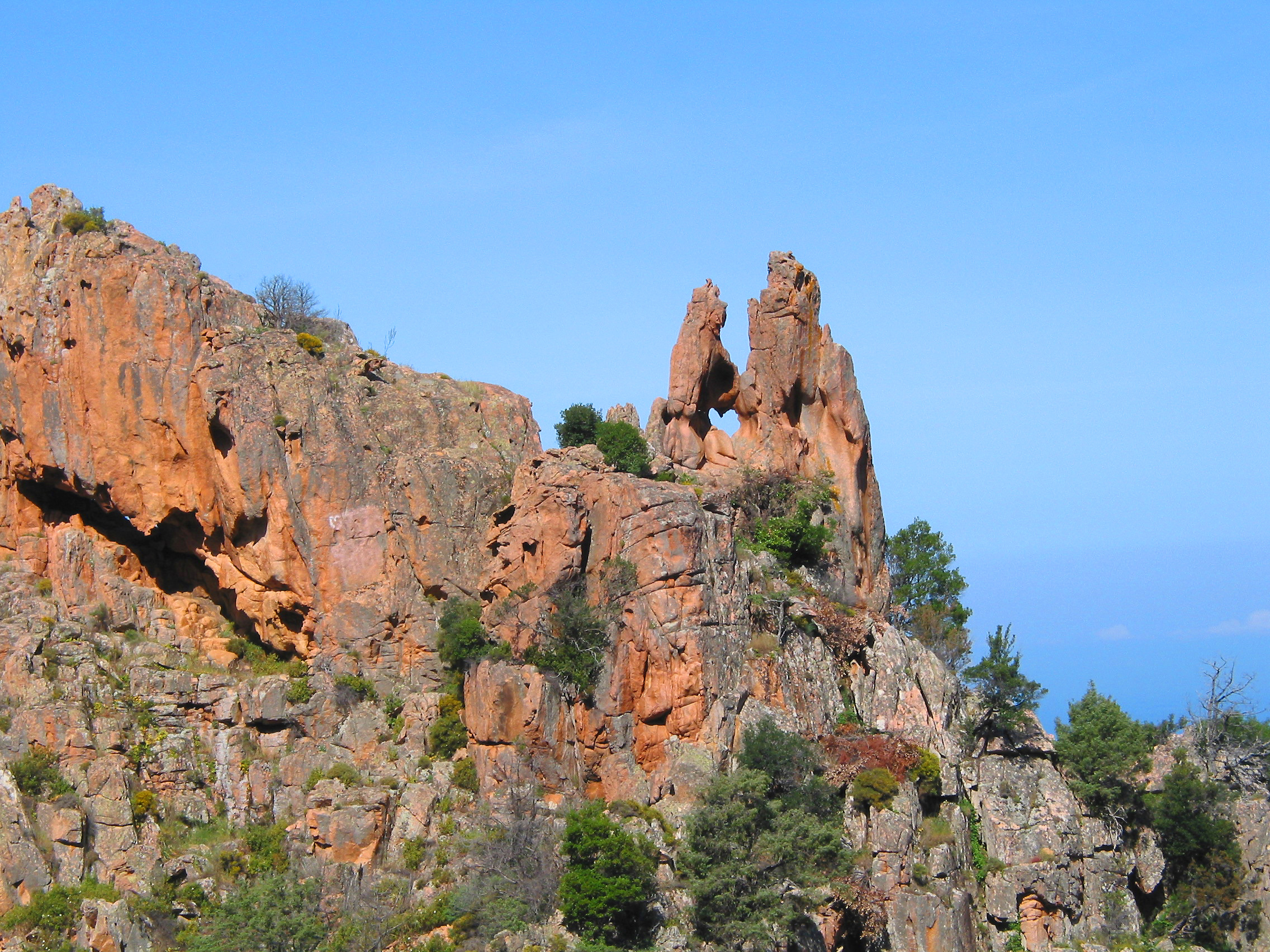
Roccia chiamata gli amanti delle insenature

I Calanchi di Piana hanno la forma di una piccola catena montuosa a forma di V che punta a destra in corrispondenza delle Roches Bleues, che inizia a nord sopra la baia di Dardo situata sulla sponda meridionale del Golfo di Porto e termina a sud presso il ponte di Cavallaghju. Il punto più alto è di 698 m. Al centro si trova una roccia, dominata dal Capu Ghineparu (515 m).
I torrenti sono attraversati dal torrente Dardo (Piazza Moninca a monte) che sorge sotto il Capu di u Vitullu (1.311 m). Le sue acque erano un tempo utilizzate per far funzionare un mulino nel luogo chiamato U Mulinu a valle del ponte Cavallaghiu.

## Citazioni

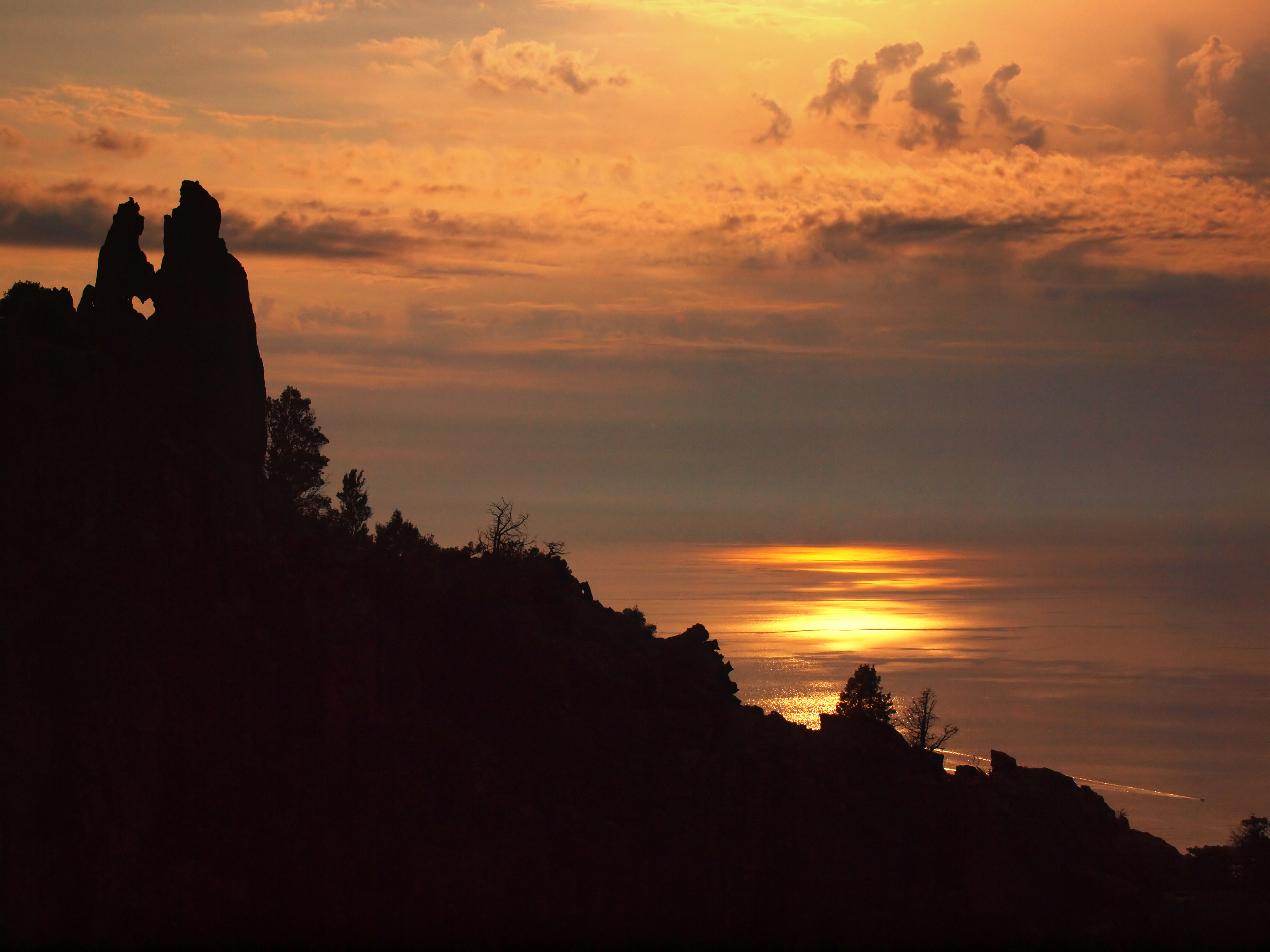
Il «Cuore» nei Calanchi di Piana

- Guy de Maupassant in Il monastero di Corbar attraversò i torrenti di Piana dopo aver fatto visita a Henri Didone al convento di Saint-Dominique de Corbara. Testo pubblicato su Le Gaulois il 5 ottobre 1880.

- Il principe Orlando Bonaparte, nella nota del suo resoconto di viaggio Excursions en Corse pubblicato nel 1891, descrive così il sito:

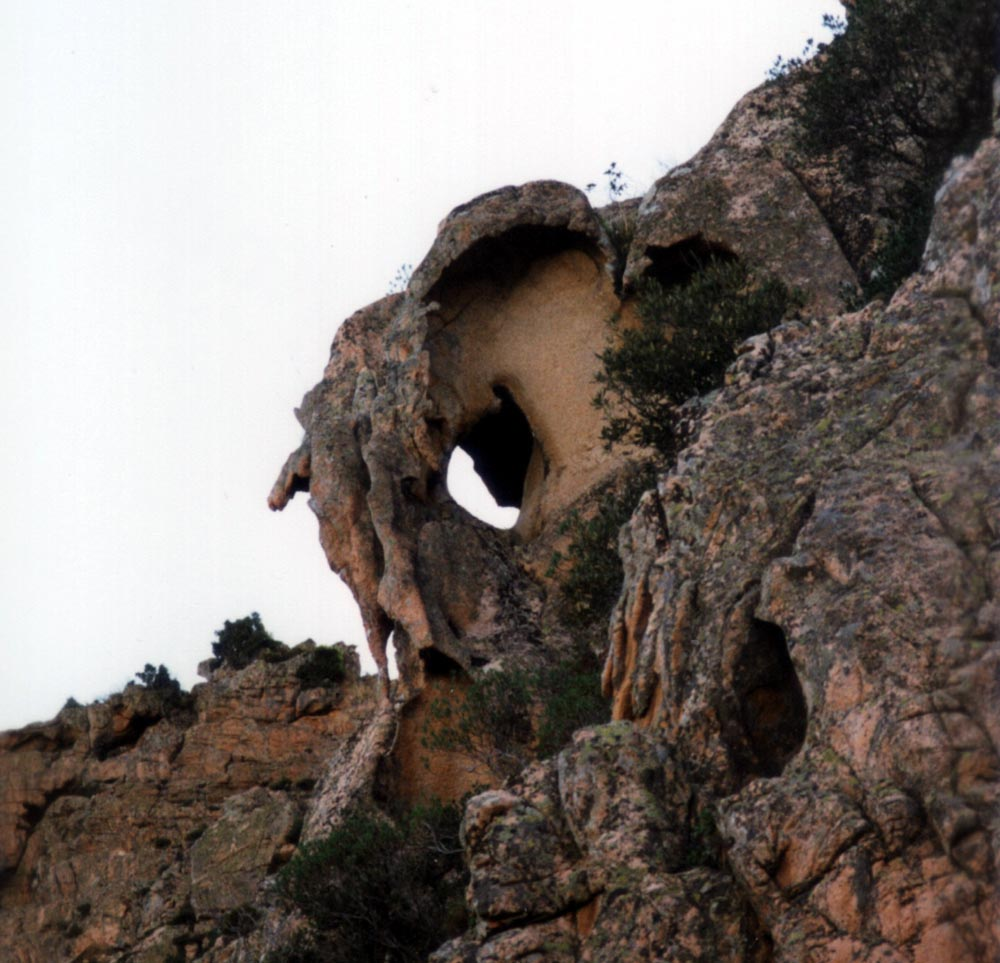
Il Teschio

## I sentieri

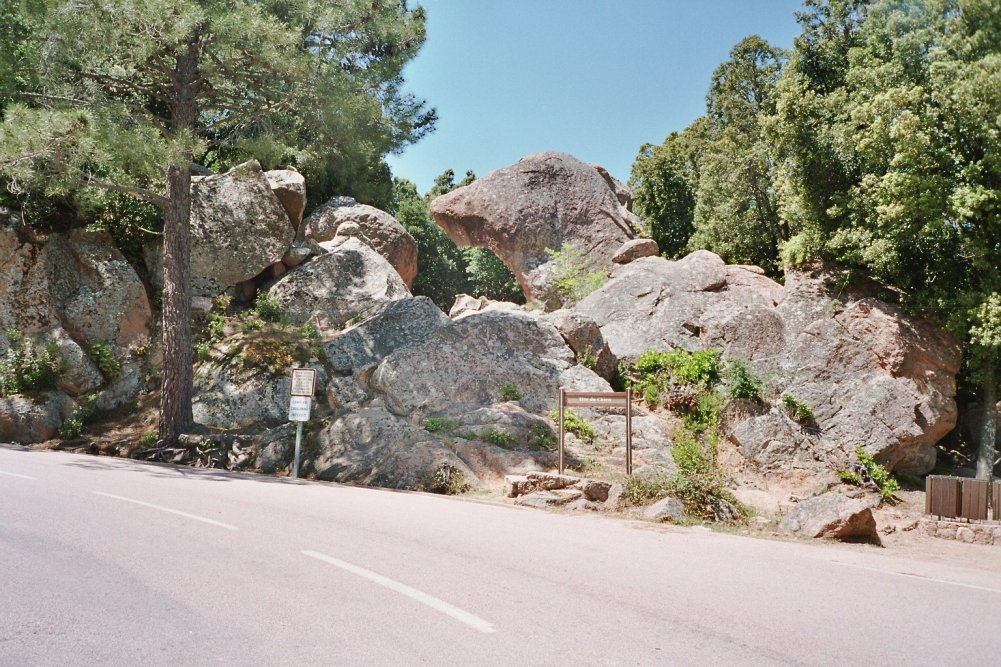
La Testa di cane

I Calanchi di Piana sono attraversati da diversi sentieri:
- il sentiero basso per il "Forte del Castello": sentiero che parte dal "tornante" della strada D 81 in località "la Tête du Chien" e che conduce alla roccia conosciuta come "Forte del Castello" (332 m). Il sentiero è una lunga e tortuosa discesa fino al bordo delle scogliere che si affacciano sul Golfo di Porto, in mezzo a un caos di pietre. Questo percorso di sola andata di un'ora non è molto difficile ma richiede scarpe da passeggio a causa della costante presenza di sassi caotici sul terreno. La fine del sentiero è stata decorata dagli escursionisti con ometti (mucchi di pietre). Alcuni ometti sono posizionati su rocce che richiedono l'arrampicata per accedervi. L'unico ritorno possibile è quello di tornare indietro;

- il sentiero alto: sentiero che inizia a meno di 200 m a ovest di "La Tête du Chien", nei pressi del bar "Les Roches bleues", che si unisce alla D 81 a sud tra il ponte Cavallaghju e il ponte Mezzanu attraverso le Roches Bleues e il culmen delle insenature;

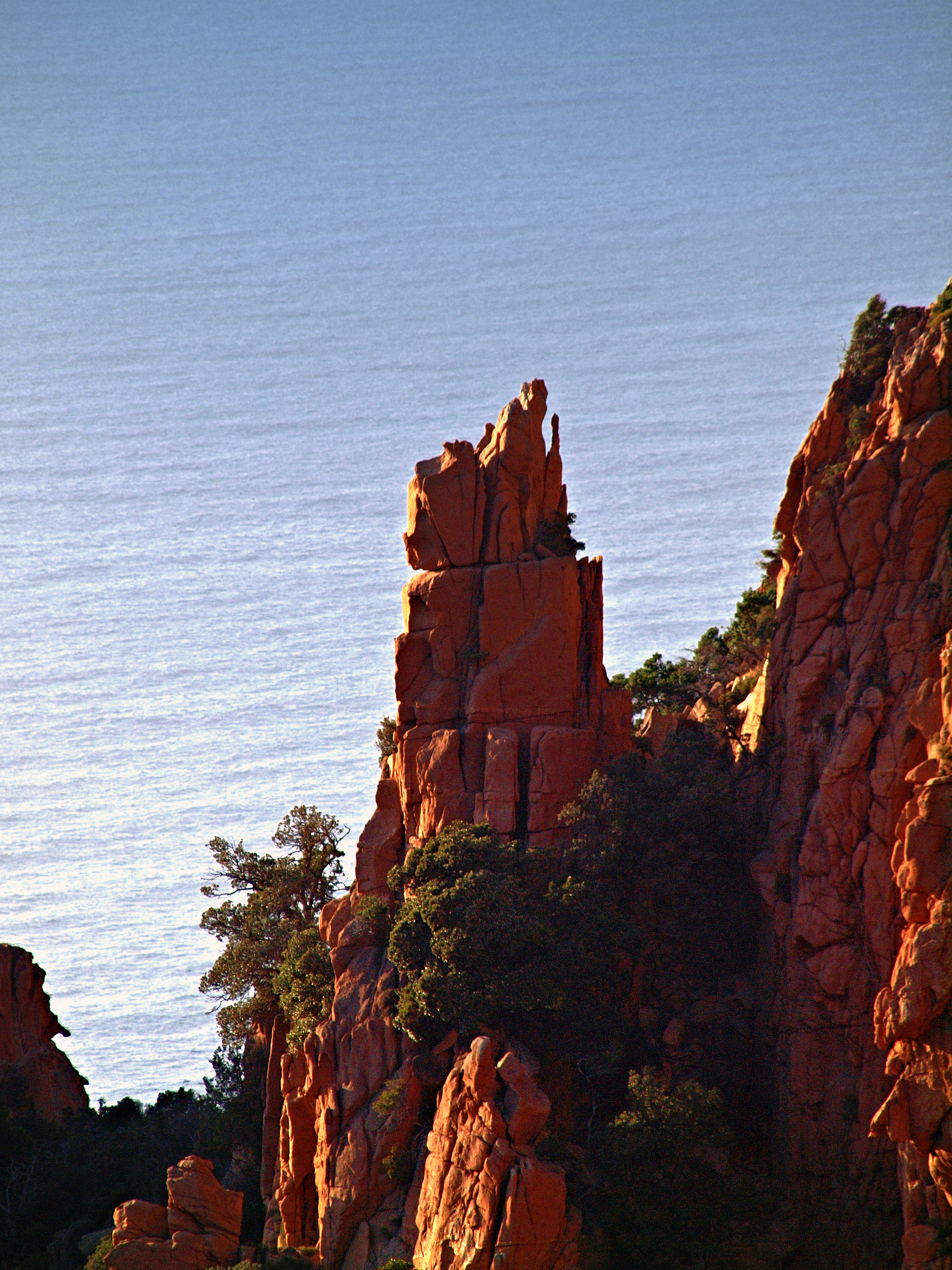
Il vescovo o Il Padre

- "l'antico sentiero da Piana a Ota": sentiero che parte dall'oratorio di Santa Maria situato sulla D 81, poco dopo la sbarra delle Roches Bleues salendo da Porto, nel mezzo dell'attraversamento dei torrenti, e che si ricongiunge al sentiero precedente. All'inizio è una salita molto ripida di scale e zig-zag, poi una volta raggiunto un piccolo passo, è una leggera discesa verso lo stadio Piana e il torrente Mezzanu. Si tratta di un'ancestrale mulattiera sorretta da muretti a secco, a volte alta fino a diversi metri, e ben lastricata di pietre. Questo percorso, della durata di un'ora solo andata, non è molto impegnativo. La vista dal passo è spettacolare e panoramica: il golfo di Porto, Punta Scandola, la vista del villaggio di Piana, che domina tutte le Calanques de Piana. Il ritorno può essere effettuato in tre modi: svoltando a sinistra a tre quarti del percorso verso la barra delle Roches Bleues (salita ripida, poi discesa ripida), o lungo la strada sottostante, o tornando sui propri passi.

Gli ultimi due sentieri permettono inoltre di raggiungere la foresta territoriale di Piana situata ad est del comune.

## Galleria d'immagini

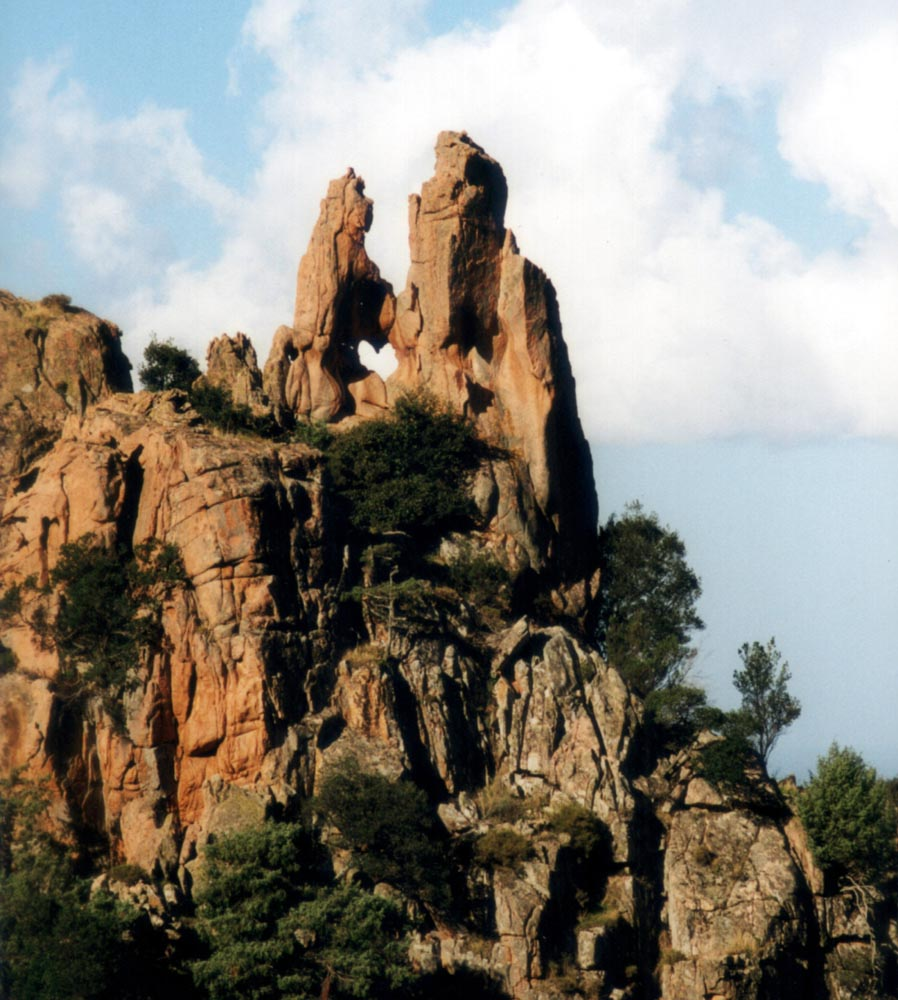
Il Cuore
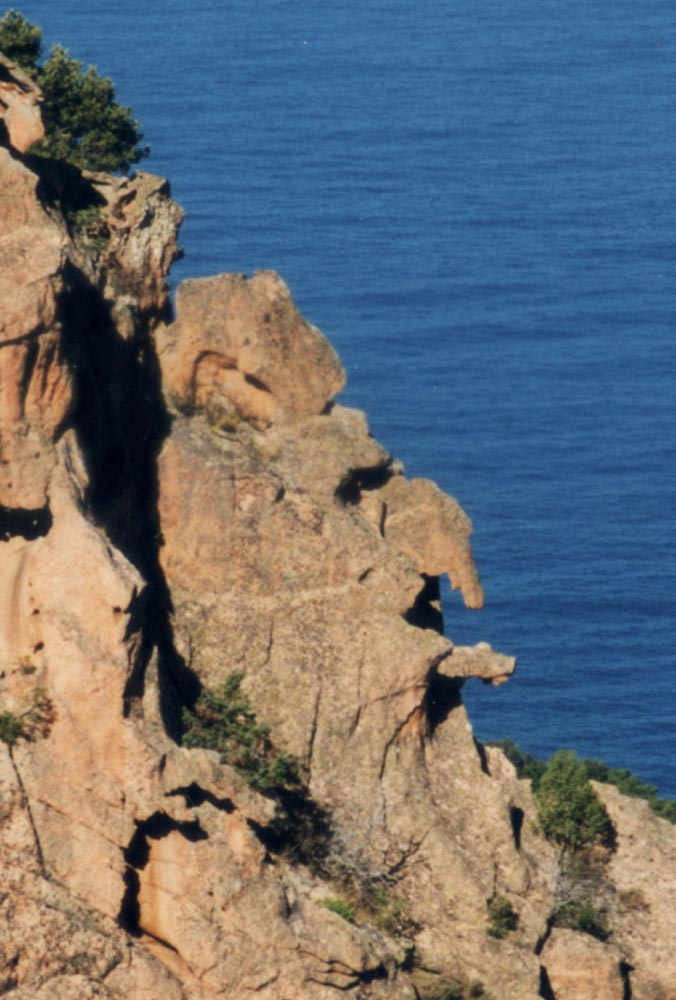
La Testa
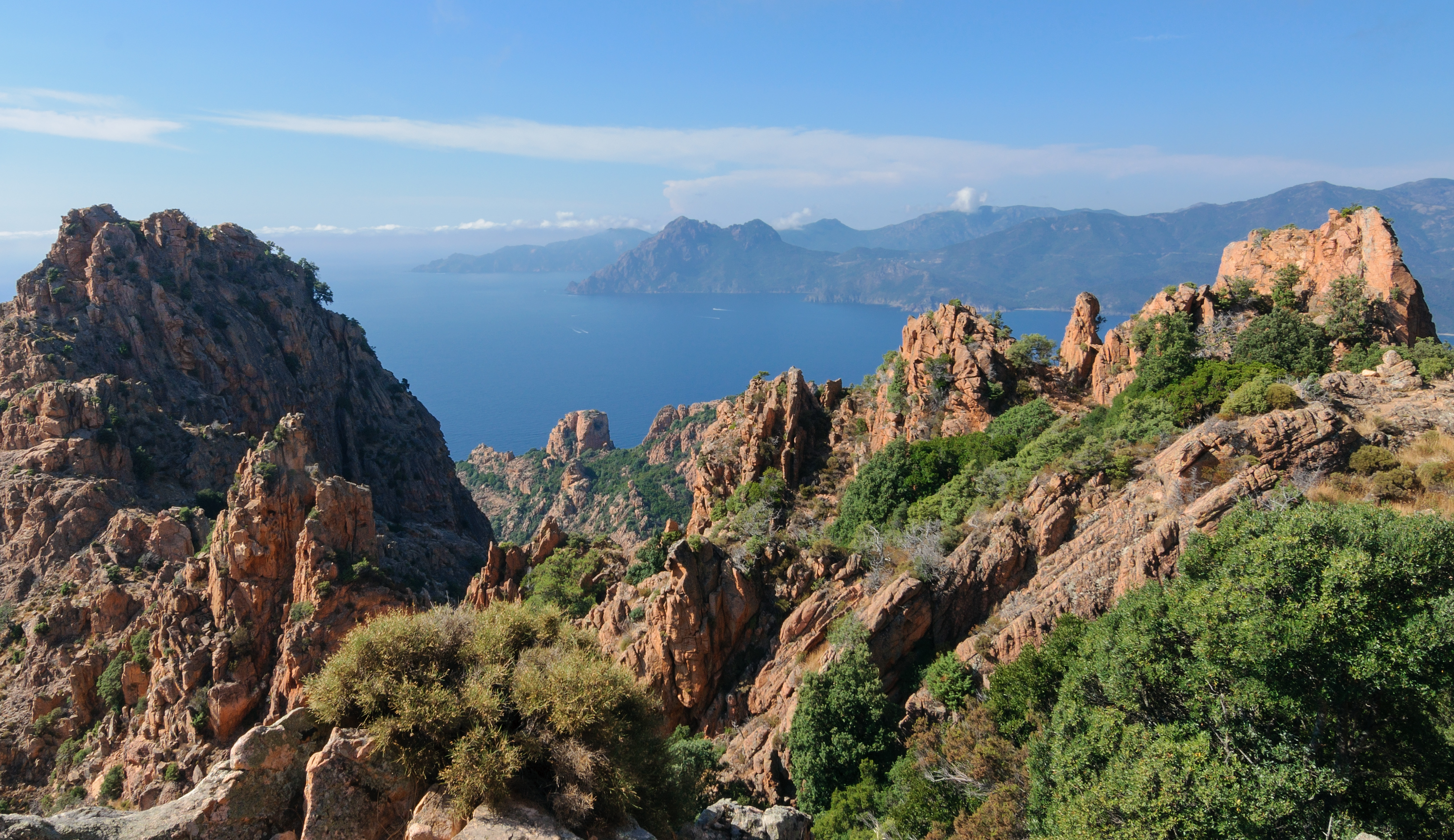
Panorama dei Calanchi di Piana